# Laura Kasischke
Œuvres principales
- Esprit d'hiver

Laura Kasischke, née le 5 décembre 1961 à Grand Rapids dans le Michigan, est une poétesse, nouvelliste et romancière américaine.

## Biographie
Née en 1961 à Grand Rapids, dans l’État du Michigan, elle fait des études supérieures à l'université du Michigan. Elle devient ensuite professeur de langue anglaise et d'écriture au Residential College de l'Université du Michigan à Ann Arbor (Michigan).
Elle amorce sa carrière en littérature par la parution de plusieurs recueils de poésie dans les années 1990, certains publiés par les Presses de l'université du Michigan, d'autres ayant connu une parution dans des revues ou gagné de nombreux prix littéraires, dont le Hopwood Awards.
En parallèle à son activité de poétesse, elle devient romancière à partir de 1997 et la parution de À Suspicious River (Suspicious River), dont l'intrigue, où se développe une sourde menace, n'est pas sans rappeler, en dépit d'un style plus détaché, les œuvres de Joyce Carol Oates. Ce récit est adapté sous le même titre au cinéma par la réalisatrice canadienne Lynne Stopkewich en 2000.
Un second film, La Vie devant ses yeux (The Life Before Her Eyes), d'après son roman de même titre, est réalisé en 2008 par Vadim Perelman, avec Uma Thurman et Evan Rachel Wood.
Son cinquième roman, À moi pour toujours (Be Mine), publié en 2007, devient un best-seller national aux États-Unis[réf. nécessaire].
Laura Kasischke a reçu la Bourse MacDowell[réf. nécessaire] et la Bourse Guggenheim en 2009.

### Vie personnelle
Elle vit actuellement à Chelsea, dans le Michigan, avec sa famille.

## Œuvre
Ses romans, bien accueillis en France, sont traduits chez Christian Bourgois ; sa poésie et ses nouvelles sont traduites aux éditions Page à Page.

### Poésie
- Wild Brides (1992) Publié en français sous le titre Mariées rebelles, traduit par Céline Leroy, Lille, éditions Page à Page, 2016  (ISBN 978-2-37527-027-1) ; préface de Marie Desplechin, édition bilingue
- Housekeeping in a Dream (1995)
- Fire & Flower (1998)
- What It Wasn't (2002)
- Dance and Disappear (2002)
- Gardening in the Dark (2004)
- Lilies Without (2007)
- Space, in Chains (2011)
- The Infinitesimals (2014)
- Where Now: New and Selected Poems (2017) Publié en français sous le titre Où sont-ils maintenant. Anthologie personnelle, traduit par Sylvie Doizelet, Paris, éditions Gallimard, 2022  (ISBN 978-2-07-287082-8)
- Mariées rebelles, Points , 2017  (ISBN 9782757865682)
- Où sont-ils maintenant : Anthologie personnelle, Gallimard , Traduction Sylvie Doizelet 2021 (ISBN 9782072870866)

### Romans
- Suspicious River (1997) Publié en français sous le titre À Suspicious River, traduit par Anne Wicke, Paris, Christian Bourgois éditeur, 1999  (ISBN 2-267-01492-0) ; réédition, Paris, Seuil, Points no 789, 2000  (ISBN 2-02-039608-4) ; réédition, Paris, Le Livre de poche no 33062, 2013  (ISBN 978-2-253-17737-1)
- White Bird in a Blizzard (1999) Publié en français sous le titre Un oiseau blanc dans le blizzard, traduit par Anne Wicke, Paris, Christian Bourgois éditeur, 2000  (ISBN 2-267-01546-3) ; réédition, Paris, Seuil, Points no 886, 2001  (ISBN 2-02-047552-9) ; réédition, Paris, Le Livre de poche no 32492, 2012  (ISBN 978-2-253-16207-0)
- The Life Before Her Eyes (2002) Publié en français sous le titre La Vie devant ses yeux, traduit par Anne Wicke, Paris, Christian Bourgois éditeur, 2002  (ISBN 2-267-01625-7) ; réédition, Paris, Seuil, Points no 1096, 2003  (ISBN 2-02-058536-7) ; réédition, Paris, Le Livre de poche no 33312, 2014  (ISBN 978-2-253-17924-5)
- Boy Heaven (2007) Publié en français sous le titre Rêves de garçons, traduit par Céline Leroy, Paris, Christian Bourgois éditeur, 2007  (ISBN 978-2-267-01906-3) ; réédition, Paris, Le Livre de poche no 31360, 2009  (ISBN 978-2-253-12364-4)
- Be Mine (2007) Publié en français sous le titre À moi pour toujours, traduit par Anne Wicke, Paris, Christian Bourgois éditeur, 2007  (ISBN 978-2-267-01905-6) ; réédition, Paris, Le Livre de poche no 31077, 2008  (ISBN 978-2-253-12363-7)
- Feathered (2008) Publié en français sous le titre La Couronne verte, traduit par Céline Leroy, Paris, Christian Bourgois éditeur, 2008  (ISBN 978-2-267-01999-5) ; réédition, Paris, Le Livre de poche no 31792, 2010  (ISBN 978-2-253-12794-9)
- In a Perfect World (2009) Publié en français sous le titre En un monde parfait, traduit par Éric Chédaille, Paris, Christian Bourgois éditeur, 2010  (ISBN 978-2-267-02115-8) ; réédition, Paris, Le Livre de poche no 32350, 2011  (ISBN 978-2-253-15740-3)
- Eden Springs (2010), court roman publié en français sous le titre Eden Springs, traduit par Céline Leroy, Lille, éditions Page à Page, 2018  (ISBN 978-2-37527-038-7) ; postface de Lola Lafon
- The Raising (2011) Publié en français sous le titre Les Revenants, traduit par Éric Chédaille, Paris, Christian Bourgois éditeur, 2011  (ISBN 978-2-267-02211-7) ; réédition, Paris, Le Livre de poche no 32804, 2012  (ISBN 978-2-253-16452-4)
- Mind of Winter (2013) Publié en français sous le titre Esprit d'hiver, traduit par Aurélie Tronchet, Paris, Christian Bourgois éditeur, 2013  (ISBN 978-2-267-02522-4)[3]

### Recueil de nouvelles
- If a Stranger Approaches You (2013), publié en français sous le titre Si un inconnu vous aborde, traduit par Céline Leroy, Lille, éditions Page à Page, 2017  (ISBN 978-2-37527-030-1) ; préface de Véronique Ovaldé.

## Honneurs et récompenses
- 2005 : The Frost Place (en) des poètes nationaux américains
- 2009 : Bourse Guggenheim en arts créatifs section poésie[1]
- 2011 : National Book Critics Circle Award pour Space, in Chains
- 2014 : Grand prix des lectrices de Elle pour Esprit d'hiver
- 2021 : Prix Alain-Bosquet étranger pour Où sont-ils maintenant. Anthologie personnelle

## Adaptations cinématographiques
- 2000 : Suspicious River, film canadien réalisé par Lynne Stopkewich, d'après le roman éponyme, avec Mollie Parker et Callum Keith Rennie
- 2008 : La Vie devant ses yeux (The Life Before Her Eyes), film américain réalisé par Vadim Perelman, d'après le roman éponyme, avec Uma Thurman et Evan Rachel Wood
- 2014 : White Bird (White Bird in a Blizzard), film franco-américain réalisé par Gregg Araki, d'après le roman éponyme, avec Shailene Woodley, Eva Green et Christopher Meloni
- 2021 : Esprit d'hiver  (Mind of Winter) (série télévisée)